# Chiesa della Santissima Trinità di Delia
La chiesa della Santissima Trinità, detta la Cuba di Delia,  eretta secondo i canoni dell'architettura normanno-bizantina, sorge nella campagna a ovest di Castelvetrano, a pochi chilometri dalla città.

## Descrizione
Si tratta di una piccola chiesa normanna, a modello della cuba bizantina, la cui costruzione risale alla prima metà del XII secolo.
La chiesa si caratterizza all'esterno per tre absidi visibilmente pronunciati che si sviluppano sul lato orientale collegandosi idealmente alle tre porte d'ingresso della struttura. Di queste, quelle laterali erano rigorosamente riservate agli uomini che, accedendovi, prendevano posto nelle corrispondenti navate laterali, mentre la porta centrale veniva destinata alle donne che, nel pieno rispetto del rito greco, vi prendevano parte rimanendo in una porzione delimitata da transenne lignee.
Al centro della struttura si slancia una cupola a sesto rialzato poggiata su un tamburo quadrato alleggerito da quattro finestre laterali e sostenuto a sua volta da arcate a sesto acuto che si innestano su quattro colonne di marmo cipollino e di granito rosso dotate di capitelli decorati con foglie d'acanto. I bracci della croce sono voltati a botte mentre gli incroci angolari sono chiusi da crociere.
La struttura a croce greca si ripete anche nella cripta il cui accesso, mediante una scala esterna, si trova sul lato est.
Fu riscoperta e restaurata da Giuseppe Patricolo nel 1880 per conto della famiglia Caime Saporito. 
La chiesa, tutt'oggi di proprietà della medesima famiglia, contiene le sepolture di diversi membri della casata castelvetranese.

## Galleria d'immagini

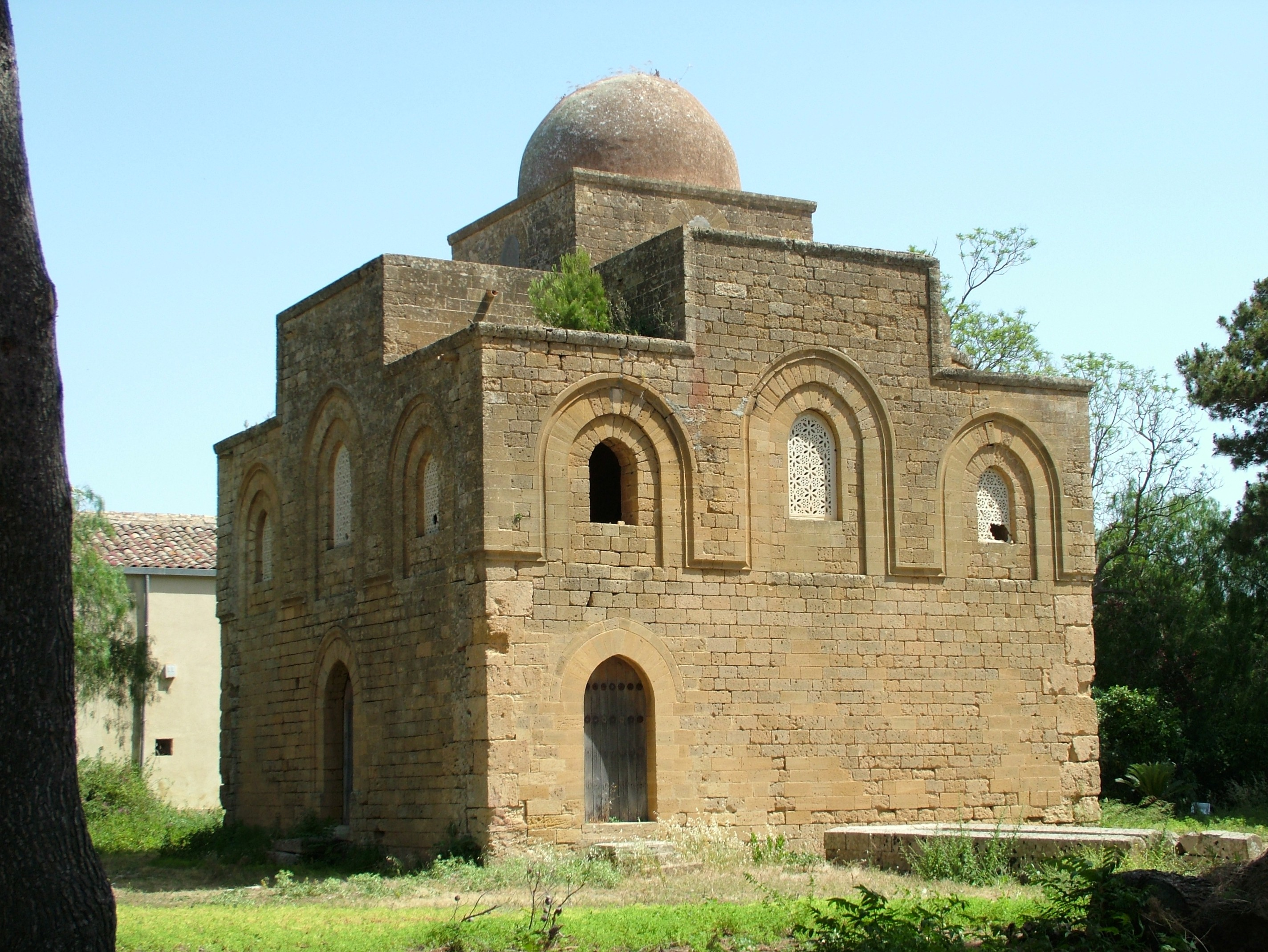
L'esterno della chiesa
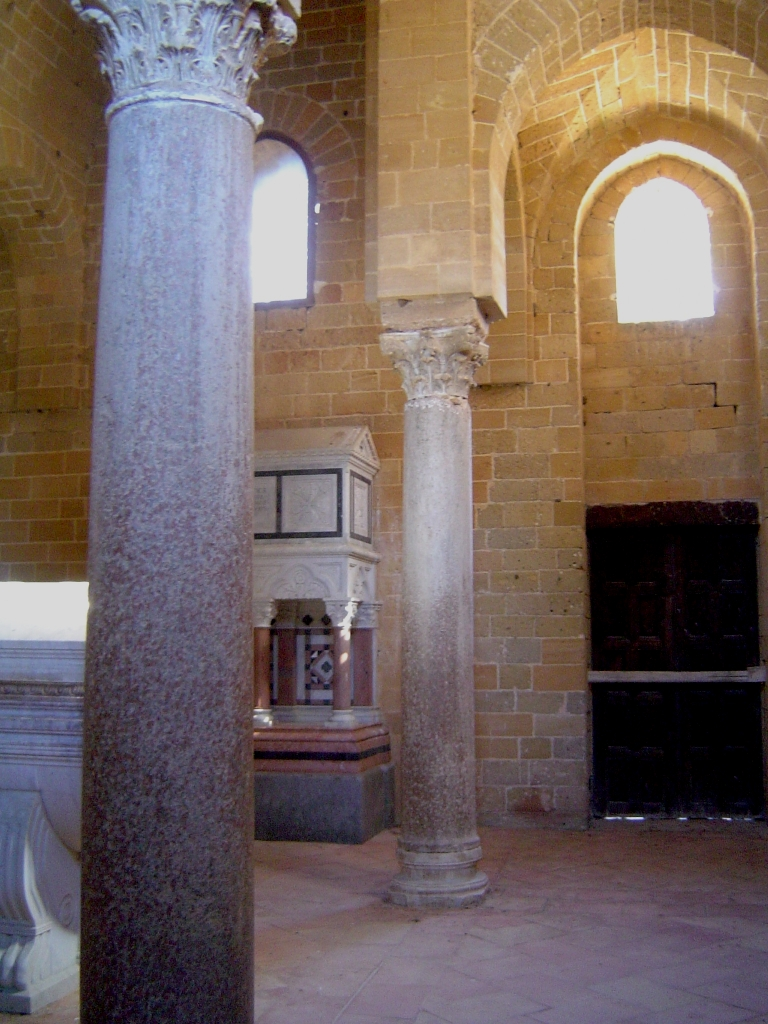
L'interno
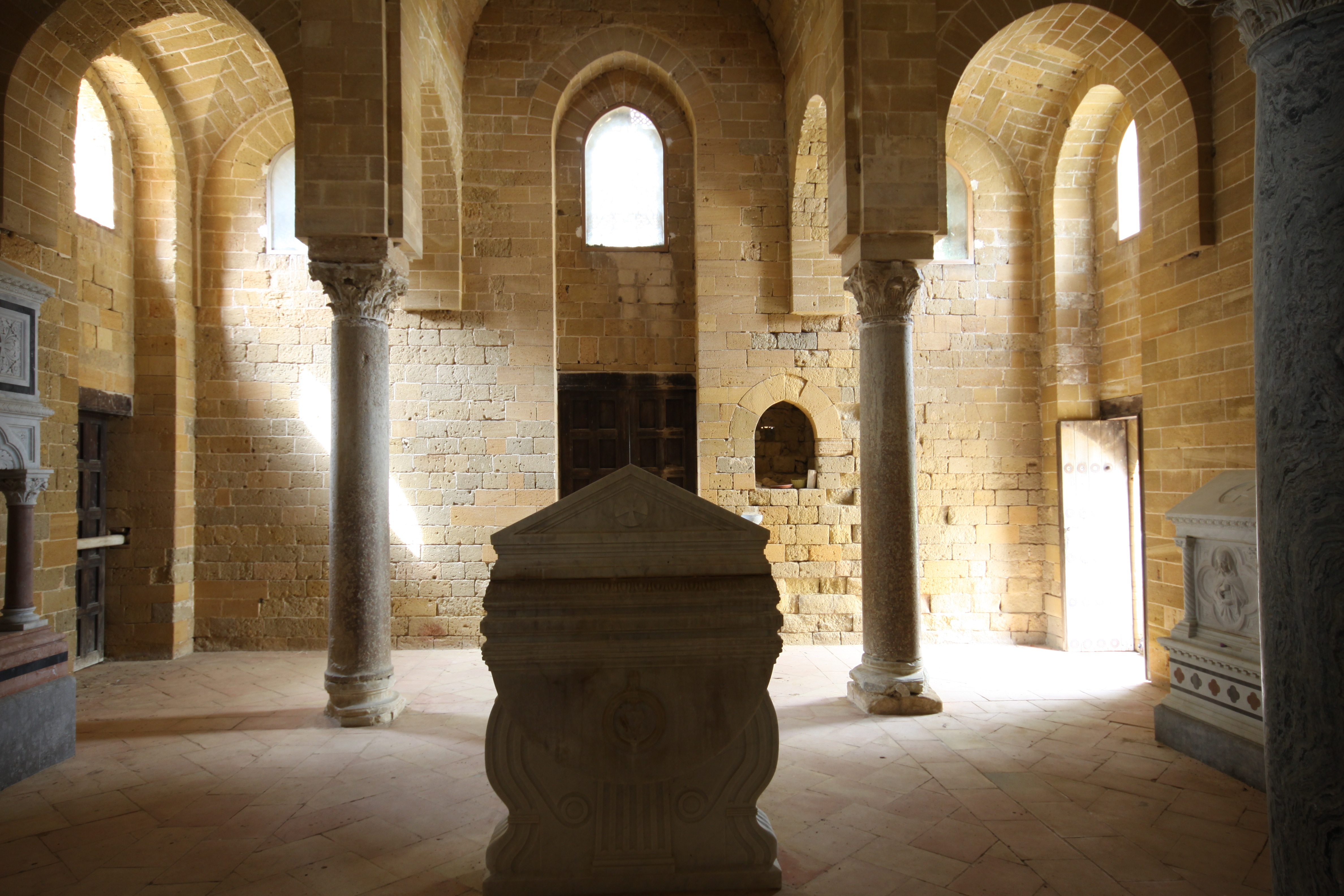